# Bajandzsargalan járás (Központi tartomány)
Bajandzsargalan járás (mongol nyelven: Баянжаргалан сум) Mongólia Központi tartományának egyik járása. Területe 2376 km². Népessége kb. 2000 fő.
Székhelye, Bajaszgalant (Баясгалант) 120 km-re fekszik Dzúnmod tartományi székhelytől és 200 km-re Ulánbátortól.